# We Don’t Care
«We Don’t Care» — четвёртый сингл с третьего студийного альбома Эйкона «Freedom». Сингл был выпущен в виде цифровой загрузки в Великобритании 6 июля 2009 года. Сингл попал в список B на BBC Radio 1.

## Клип
Клип на песню был выпущен на YouTube 22 июня 2009 года. В видео представлены как кадры живого выступления, так и закулисные кадры из тура Akon Konvicted.

## Чарты
Трек достиг 61-й строчки в UK Singles Chart. Песня также достигла 35-й строчки в британском R&B-чарте.
| Chart (2009)                                 | Peak position |
| -------------------------------------------- | ------------- |
| Australia (ARIA)                             | 91            |
| Чехия (Rádio — Top 100)                      | 90            |
| United Kingdom (The Official Charts Company) | 61            |
| UK R&B Chart                                 | 35            |

## Список треков
Digital download
1. «We Don’t Care» (Video Version) — 3:53

Promotional CD single
1. «We Don’t Care» (Radio Edit) — 3:20
2. «We Don’t Care» (Album Version) — 4:16

## Хронология релиза
| Регион         | Дата        | Формат           | Лейбл                                        |
| -------------- | ----------- | ---------------- | -------------------------------------------- |
| Великобритания | 2 июля 2009 | Digital download | Konvict Muzik, SRC Records, Universal Motown |